# Diane Bish

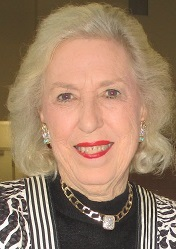
Diane Bish, 2018

Diane Joyce Bish (* 25. Mai 1941 in Wichita, Kansas) ist eine US-amerikanische Organistin, Komponistin, Dirigentin und Produzentin der Musikfernsehsendung The Joy of Music. Als Konzertorganistin spielt sie regelmäßig Konzerte in Europa und Amerika.

## Ausbildung
1959 machte Bish auf der Wichita East High School in Kansas ihren Abschluss und spielte dort auf der Austin-Orgel. 1984 gab sie dort ein Benefizkonzert für den Erhalt dieser Orgel.
Bish studierte in Amsterdam bei Gustav Leonhardt und in Paris bei Nadia Boulanger und Marie-Claire Alain.

## Karriere
Bis 1990 war Bish über 20 Jahre lang Organistin an der Coral Ridge Presbyterian Church in Fort Lauderdale, Florida, wo sie die 117-Register-Ruffatti-Orgel im Altarraum gestaltete und plante.
In den frühen 1980ern begann sie, die wöchentliche Musiksendung The Joy of Music zu produzieren. Es entstanden über 500 Episoden, in der immer eine oder mehrere Orgeln vorgestellt wurden. Im deutschen Fernsehen ist die Sendung unter dem Titel „Orgelträume“ täglich auf dem Sender Bibel TV zu sehen.
In Zusammenarbeit mit der Allen Organ Company entwarf sie eine Modellreihe digitaler Orgeln.

## Auszeichnungen
1989 wurde sie mit der höchsten Auszeichnung der National Federation of Music Clubs of America geehrt.

## Trivia
Am 30. Oktober 2002 brannte Bishs Haus in Bloomington, Indiana völlig nieder. Sie verlor in den Flammen einen Flügel und eine digitale Rodgers-940-Orgel. Nach dem Feuer zog sie zu ihrer Freundin und Begleitmusikerin Susann McDonald.

## Diskografie
Bish machte Aufnahmen an über 30 bekannten Orgeln, z. B. der Müller-Orgel der St.-Bavo-Kathedrale (Haarlem) in Haarlem, Niederlande, Canterbury Cathedral, an Notre Dame in Paris und an der Orgel des Freiburger Münsters. Ihre Musik umfasst Aufnahmen für Orgel und Orchester, Bläser und Orgel, Cello und Orgel, viele Orgelmeisterwerke und Arrangements von Hymnen.
- Artistry of Diane Bish (1978)
- Christmas Festival (1970)
- Favorites from Freiburg Cathedral
- Glorious pipes (1990)
- The Glory of the Organ (1980)
- Great European Organs (1990), mit Orgeln aus Österreich, Frankreich, Deutschland und den Niederlanden
- Hymns on Coral Ridge Organ
- The Joy of Christmas (1980), begleitet den Bish-Choral auf der Orgel
- The Joy of Music presents Hymns and Classics (1990)
- Morning Has Broken (1989)
- Praise to the Lord (1985)
- The Passion Symphony (1979)
- Sixty-six hundred voices of praises

## Werke
Bish hat sieben Bücher und zahlreiche Solowerke für Orgel geschrieben.
- Festival Te Deum, für Orgel und Orchester
- Lead On, O King Eternal, für Orgel und Chor
- Joy of Music, Orgelhymnen
- Passion Symphony, für Orgel und Sprecher
- Symphony of Psalms, für Orgel, Chor, Orchester und Solist
- Morning Has Broken, für Orgel, Chor, Orchester und Sprecher
- German Carol Fantasy, für Orgel Solo
- Dance of the Trumpets, für Orgel Solo
- Introduction, Theme and Variations on "All Creatures of Our God and King", für Orgel Solo